# Aren
Aren ist eine französische Gemeinde mit 246 Einwohnern (Stand 1. Januar 2022) im Département Pyrénées-Atlantiques in der Region Nouvelle-Aquitaine. Die Gemeinde gehört zum Arrondissement Oloron-Sainte-Marie und zum Kanton Oloron-Sainte-Marie-1 (bis 2015: Kanton Oloron-Sainte-Marie-Ouest).
Die Bewohner werden Arenais genannt.

## Geographie
Aren liegt circa zwölf Kilometer nordwestlich von Oloron-Sainte-Marie im Béarn. Das Ortsgebiet besteht aus dem Ortszentrum und einer südwestlich davon gelegenen Enklave.
Umgeben wird die Gemeinde von den Nachbargemeinden:
- Saucède im Norden,
- Poey-d’Oloron im Osten,
- Géronce, Geüs-d’Oloron und Saint-Goin im Süden sowie
- Préchacq-Josbaig und Barcus im Westen.

Aren liegt im Einzugsgebiet des Adour am linken Ufer des Gave d’Oloron und wird durchquert vom Joos und Zuflüssen des Laussets, dem Larribau, dem Ibarle und seinem Zufluss, dem Ambelseko erreka.

## Geschichte
Die Ursprünge der Gemeinde liegen sicherlich in der gallo-römischen Zeit. Die ersten Lehnsherren, Auger d’Aren und seine Frau Bialana sind im Jahr 1100 erwähnt, Aren selbst im Jahr 1209 im Kopialbuch von Oloron. In der Volkszählung im Jahre 1385 wurden 23 Haushalte gezählt und vermerkt, dass die Siedlung in der Bailliage von Oloron liegt. 1391 ging das Herrschaftsgebiet an den ehemaligen Amtmann Pierre de Latapie über, der vom Vicomte vom Béarn, Gaston III. Fébus, in den Adelsstand erhoben wurde.

### Einwohnerentwicklung
| Jahr      | 1962 | 1968 | 1975 | 1982 | 1990 | 1999 | 2006 | 2009 | 2022 |
| --------- | ---- | ---- | ---- | ---- | ---- | ---- | ---- | ---- | ---- |
| Einwohner | 175  | 154  | 143  | 158  | 185  | 180  | 190  | 207  | 246  |

## Sehenswürdigkeiten

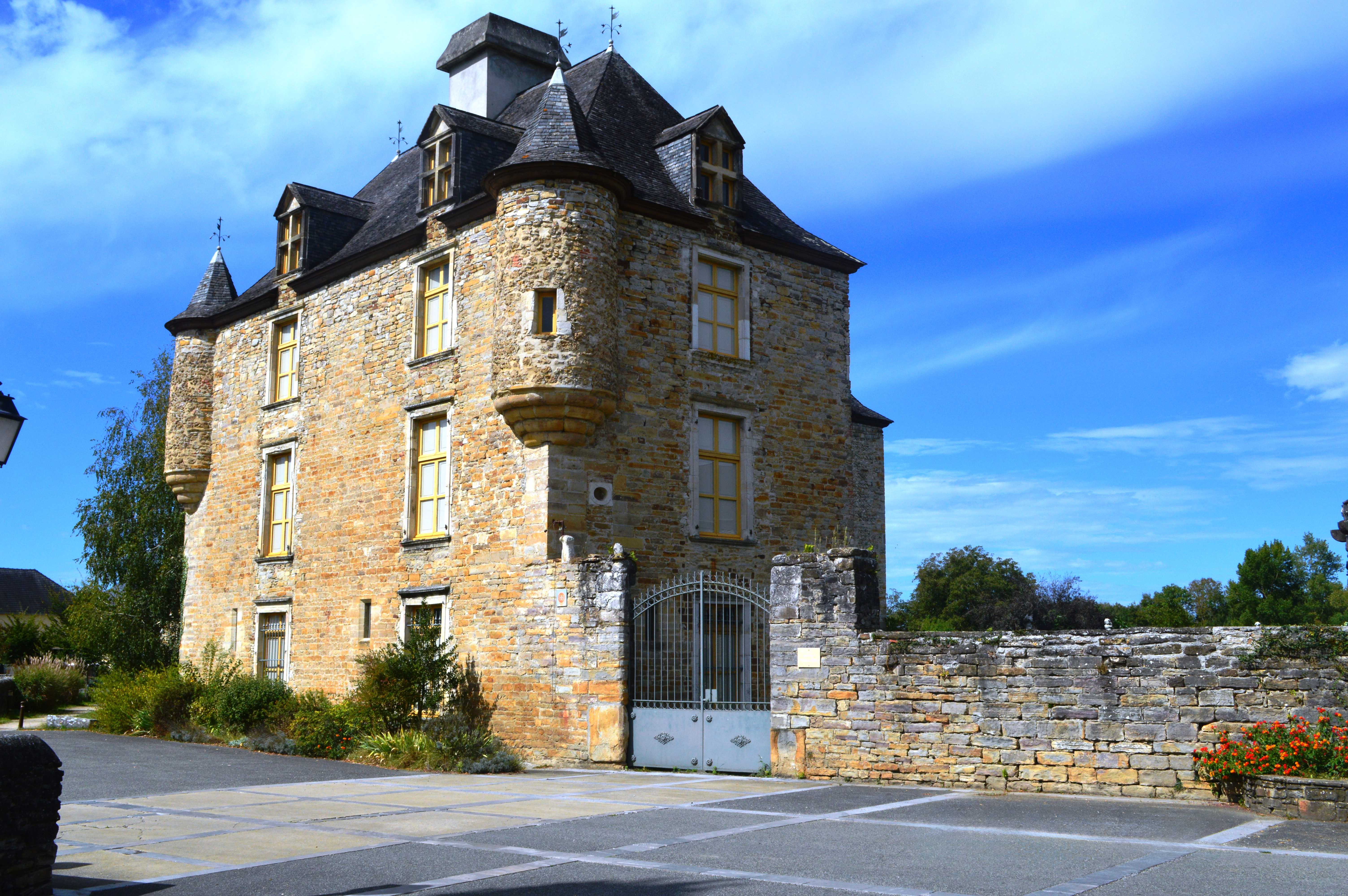
Schloss von Aren

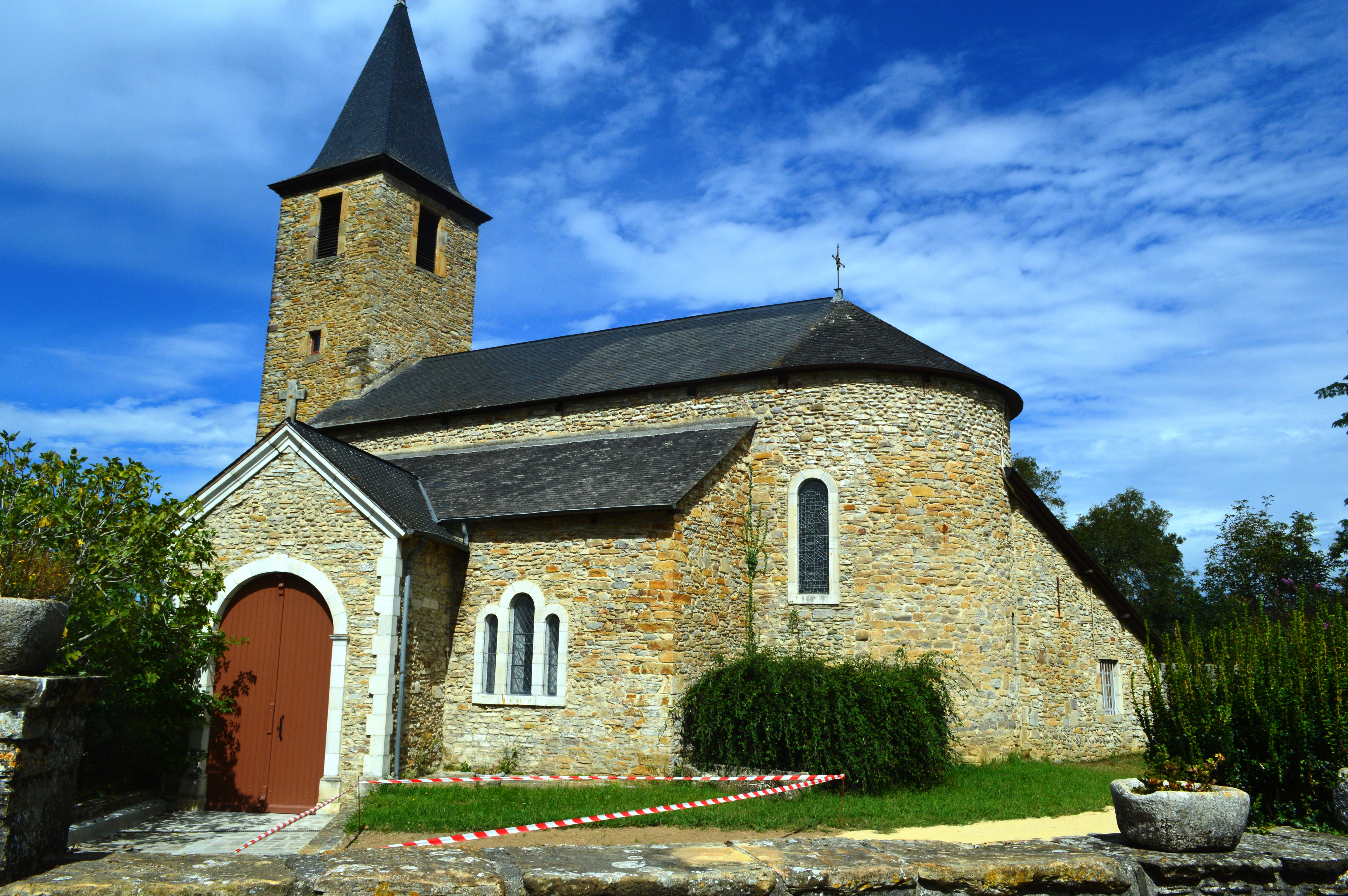
Kirche Saint-Jean-Baptiste

- Das Schloss, gegenüber der Ortskirche gelegen, ist das Wahrzeichen der Kommune. Bereits im 12. Jahrhundert wurde es im Besitz der Lehnsherren von Aren erwähnt. Im 15. Jahrhundert wurde der südliche Trakt erbaut oder befestigt. Seine heutige Form erhielt das Schloss nach dem Bau oder Vergrößerung des westlichen Trakts in der ersten Hälfte des 17. Jahrhunderts, als es sich im Besitz des Barons Paul de Mesplès befand. Die beiden Scharwachttürme aus dem 15. Jahrhundert wurden hierbei aus der Bausubstanz erhalten und als Erker in die Südfassade integriert. Als Ruine verfallen, wurde es 1978 renoviert und befindet sich heute im Besitz eines Privatunternehmens. Unweit des Schlosses befindet sich der Taubenschlag, datiert wie das Schloss aus dem 15. und 17. Jahrhundert. Der Besitz eines Taubenschlags war generell ein äußerliches Zeichen der Privilegien eines Lehnsherren, aber nur bei Besitzern mit den höchsten Rechten war dieser fußläufig vom Wohngebäude entfernt.[8][9][10]
- Kirche Saint-Jean-Baptiste, gewidmet Johannes dem Täufer. Das heutige Gebäude aus dem 19. Jahrhundert ersetzte eine Kirche älteren Datums, von der wenige Spuren die Jahrhunderte überdauerten. Das Hauptschiff ist von zwei Seitenschiffen mittels Arkaden getrennt. Der Kirchturm ist vor 1789 entstanden. An seinem Fundament befindet sich eine nicht für die Öffentlichkeit bestimmte Kapelle, die einst dem Abt des Laienklosters als Büro diente.[11]

## Wirtschaft und Infrastruktur
Aren liegt in den Zonen AOC des Ossau-Iraty, ein traditionell hergestellter Schnittkäse aus Schafmilch, sowie der Schweinerasse und des Schinkens „Kintoa“.

### Verkehr
Aren ist angeschlossen an die Routes départementales 59, 325, 859 und 936 (ehemalige Route nationale 636).